# أتوبة
الأتوبة (الاسم العلمي: Otoba) هو جنس نباتي يتبع فصيلة البسباسية من رتبة المغنوليات.

## الأنواع
- أتوبة مستدقة
- أتوبة ناحلة الساق
- أتوبة عريضة الأجنحة
- أتوبة ليمانية
- أتوبة صغيرة الأوراق
- Otoba glycycarpa
- Otoba gordoniifolia